# 卡洛·费利切剧院

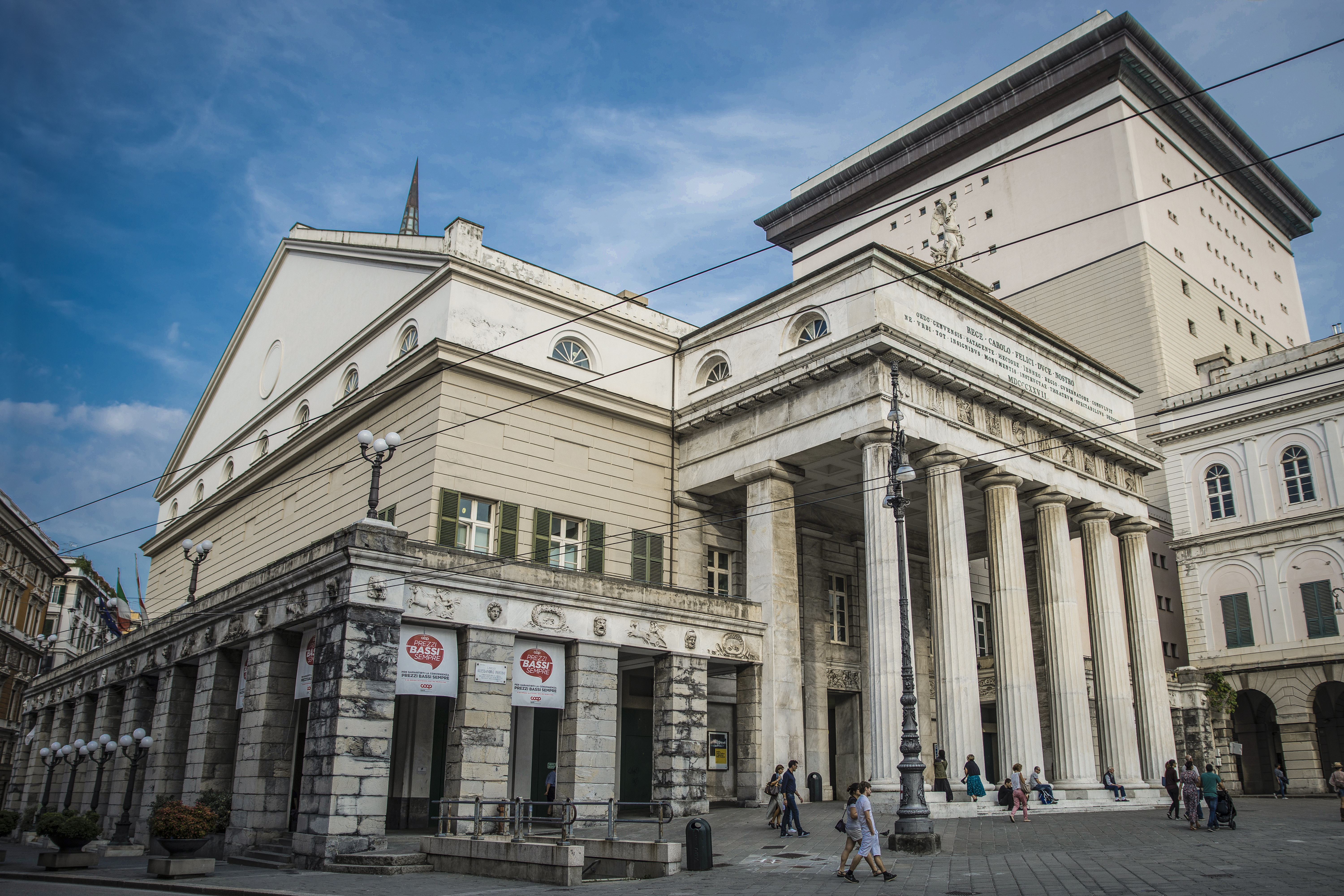
卡洛·费利切剧院

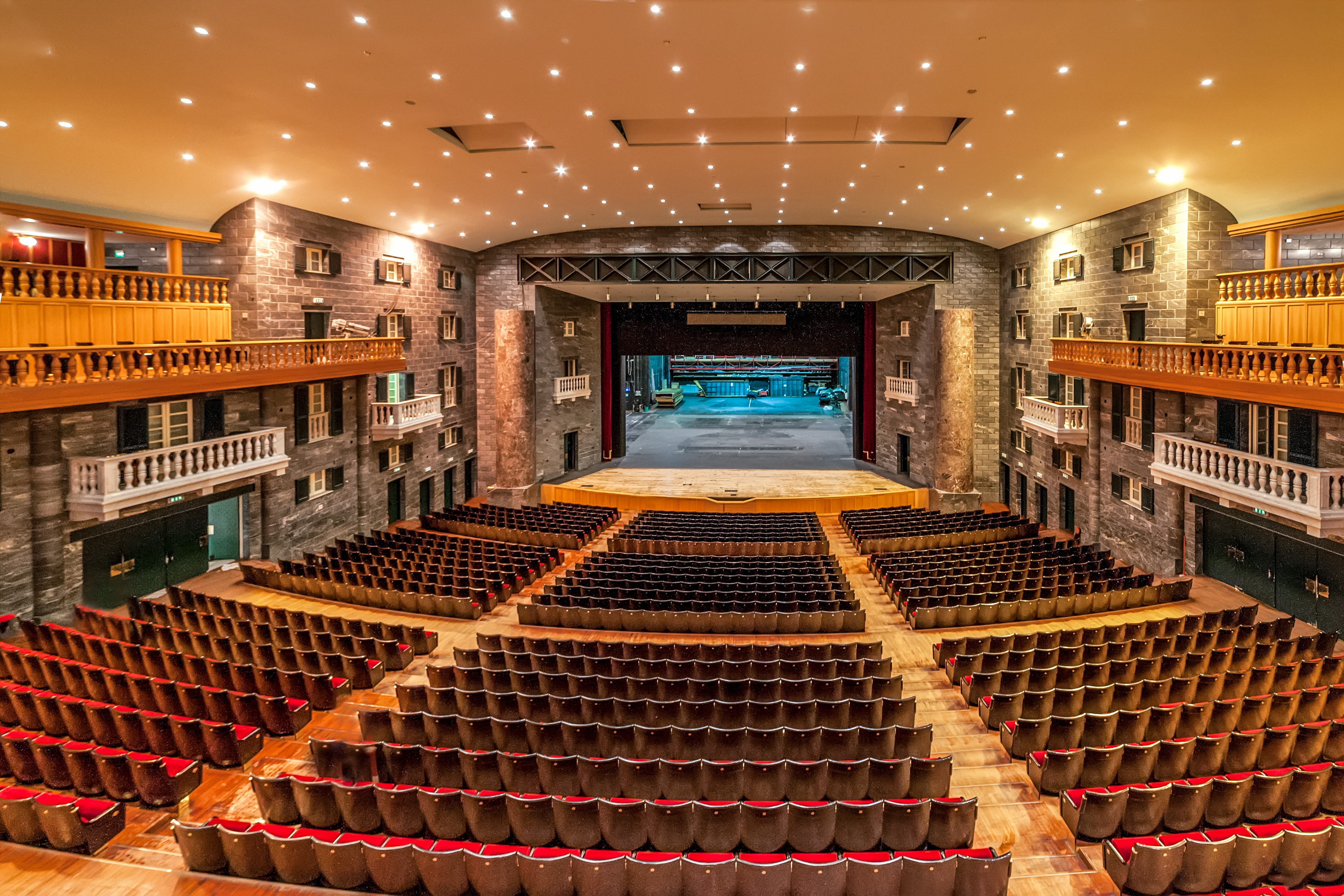
内部

卡洛·费利切剧院（Teatro Carlo Felice）是意大利城市热那亚的一座歌剧院，位于费拉里广场，用于歌剧、芭蕾舞、管弦乐和音乐会表演。
剧院得名于撒丁公爵卡洛·费利切，成立于1824年12月24日。1825年1月31日，当地建筑师卡罗·巴拉维诺提交了歌剧院的设计方案，是兴建在对圣多明我教堂的旧址上。多明我会修士立刻被悄悄转移到别处，1826年3月19日奠基。 
1828年4月7日，温琴佐·贝利尼的《比安卡和费尔南多》在此举行首场表演，当时建筑和装修并没有完全结束。剧院可容约2500名观众，声学效果被认为是当时最好的。 
从1853年起近40年间，朱塞佩·威尔第都在热那亚过冬，但他很少与卡洛·费利切剧院有专业联系。1892年，热那亚纪念克里斯托弗·哥伦布发现美洲400周年，花费42万里拉装修卡洛·费利切剧院。 
1941年2月9日，英国军舰炮击热那亚，击中了剧院屋顶，留下一个大洞，摧毁了19世纪奢侈的洛可可风格天花板，上面是色彩鲜艳的天使浮雕。1943年8月5日，剧院遭到进一步的破坏，燃烧弹烧毁了所有的布景和木制配件，抢劫者又抢走了所有能用手带走的物品。1944年9月的空袭，使这座剧院只剩下外墙和没有屋顶的框架。 
战争结束后，重建计划立即开始。第一个设计方案（1951年）被拒绝，第二个计划于1977年获得批准，但因设计师的逝世而停止。罗西最终提供今天的设计，立面部分完全复原，但内部完全是现代的。剧院在1991年6月重新开放。